# Consumo di energia nel mondo
Il consumo d'energia mondiale , in economia, è una misura dell'utilizzo dell'energia, come ad esempio quella prodotta dal carburante o dall'elettricità, ed allo stesso tempo una misura della sua produzione globale attraverso le varie fonti energetiche possibili nell'ottica della domanda e dell'offerta dell'energia stessa.
In termini fisici il consumo di energia viene espresso dal concetto di aumento di entropia, in accordo col secondo principio della termodinamica, che indica come l'utilizzo di energia tenda inesorabilmente alla dispersione e conseguente riduzione delle possibilità di utilizzo della stessa.

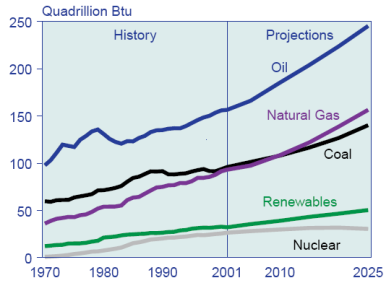
Consumo di energia mondiale, 1970-2025. Fonte: International Energy Outlook 2004.

Dispersione dell'energia solare mentre attraversa l'atmosfera dove in parte viene assorbita ed infine riflessa dalla superficie (deserti, distese innevate, mari) verso lo spazio. I valori sono espressi in Petawatt.

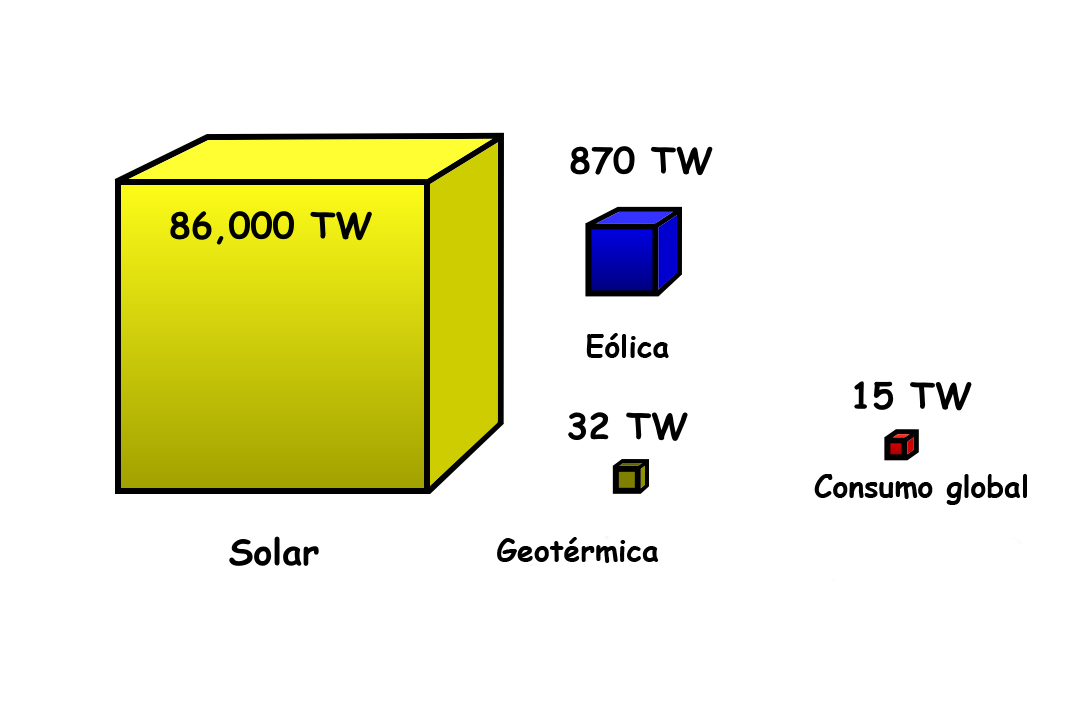
Energia rinnovabile disponibile. Il volume dei cubi rappresenta la quantità di energia geotermica, eolica e solare disponibile in TW, ricordando che soltanto una piccola parte può essere recuperata. Il piccolo cubo rosso mostra proporzionalmente il consumo energetico globale..

## Introduzione
Per poter comparare direttamente le risorse energetiche del mondo, ed il consumo di energia delle nazioni, questa voce si avvale delle unità del sistema SI e dei prefissi SI e misure della fornitura di energia/tempo (potenza) in watt (W) e le quantità nette di energia in joule (J). Un watt equivale alla fornitura di un joule in un secondo (potenza=lavoro/tempo).
Nel 2004, il consumo mondiale di energia è stato pari a 15 TW·yr (Terawatt·anno, 1 TW·yr = 8760 TWh = 8,76 x 1015 Wh = 31,536 EJ) che per un 86,5% proveniva dai combustibili fossili. Questo equivale a 0,5 ZJ (= 5 x 1020 Joule) per anno, anche se vi è un'incertezza di almeno il 10% nei valori del consumo energetico totale del mondo. Non tutte le economie del mondo tengono registri dei loro consumi energetici con lo stesso rigore e l'esatto contenuto di energia di un barile di petrolio o di una tonnellata di carbone varia in rapporto alla sua qualità.
Nell'anno 2019 il consumo mondiale di energia ha raggiunto i 153 000 TWh (17,47 TW·yr), con un aumento del 16% in quindici anni.

## Consumo di energia e qualità della vita
Nei primi stadi di sviluppo di una società i consumi energetici sono correlati ad un aumento della qualità della vita, con valori di consumo energetico sopra i 110 GJ pro capite i miglioramenti nella qualità della vita si appiattiscono perdendo la correlazione.

## Consumi di energia per tipo di fonte energetica
Sin dall'inizio della rivoluzione industriale, il consumo di energia nel mondo è cresciuto ad un ritmo sostenuto. Nel 1890 il consumo di carburanti fossili eguagliava approssimativamente la quantità di combustibile da biomassa che veniva bruciato nelle case e dall'industria. Nel 1900, il consumo di energia globale ammontava a 0,7 TW·yr (Terawatt·anno).
Secondo stime del 2006 fatte dall'agenzia americana EIA (Dipartimento dell'energia degli Stati Uniti d'America), i 15 TW·yr stimati come energia consumata nel 2004 si dividono come indica la tabella sottostante, con i combustibili fossili che forniscono 86% dell'energia consumata dal mondo:
| Tipo di combustibile             | Energia in TW·yr | Energia in EJ |
| -------------------------------- | ---------------- | ------------- |
| Petrolio                         | 5,6              | 180           |
| Gas naturale                     | 3,5              | 110           |
| Carbone                          | 3,8              | 120           |
| Idroelettrico                    | 0,9              | 30            |
| Nucleare                         | 0,9              | 30            |
| Geotermia, eolico, solare, legno | 0,13             | 4             |
| Totale                           | 15               | 474           |

Utilizzo dell'energia nel mondo (2007), con tre bande di magnitudine crescente per rendere visibili alcune fonti molto esigue

Negli ultimi quarant'anni, l'utilizzo assoluto dei combustibili fossili è aumentato con continuità e la loro quota percentuale dell'energia fornita è aumentata.

### Combustibili fossili
Il ventesimo secolo vide un rapido incremento, di circa venti volte, nell'utilizzo dei combustibili fossili. Tra il 1980 e il 2004, la crescita mondiale della loro produzione-consumo è stata del 2% annuo circa.

### Carbone
Il carbone ha mosso la rivoluzione industriale nei secoli XVIII, XIX e buona parte del XX. Il carbone può essere utilizzato nelle caldaie per produrre calore per vari usi e riscaldando l'acqua, vapore in pressione per muovere la turbina a vapore. L'utilizzo più classico è quello della locomotiva a vapore, mossa dal motore a vapore. Successivamente sono state introdotte le turbine a vapore, che sin dai primi anni del novecento sono servite per generare energia elettrica e nella propulsione delle turbonavi.
Negli ultimi tre anni, il carbone, che è una delle fonti energetiche più inquinanti (sia nel processo di estrazione, che durante la sua combustione perché emette moltissima CO2 e spesso anche anidride solforosa, oltre a metalli pesanti), è diventata la fonte a maggior crescita come consumi.
Nel mondo il 25% dell'energia elettrica viene prodotta in impianti a carbone, di questo carbone il 60% è consumato dai paesi dell'Asia, ed i consumi della Cina ammontano al 46% del totale del carbone prodotto.
Uno dei modi per rendere marginalmente più pulite le emissioni delle centrali a carbone, è quello di deviare le emissioni di CO2, CO, Cx, H2 ed H2O, CH4, prodotti dalla combustione del carbone (gas di sintesi, da produrre in ambiente povero di N2), verso la reazione con idrogeno in ambiente riducente (H2 prodotto per elettrolisi, oppure nei reattori nucleari ad alta temperatura), con produzione di acqua, metano (CH4) e metanolo (CH3-OH), da destinare a miscele (fino all'85% di metanolo) da utilizzare come carburante assieme alla benzina, oppure trasformandolo in etere dimetilico (buon additivo per il gasolio), o per altri utilizzi nel quadro generale dell’economia a metanolo.

### Petrolio

Riserve di petrolio Prospettive sulla diminuzione dei rimanenti 57 Z-Joule di petrolio sul pianeta. Il consumo annuo di petrolio era di 0,18 ZJ nel 2005. Esiste un'incertezza significativa attorno a questi numeri. Gli 11 ZJ che si prospettano come addendi futuri alle riserve recuperabili potrebbero essere troppo ottimistici..

Il successo del petrolio come combustibile comincia nel XX secolo, quando la Royal Navy britannica scopre che le turbo-navi a vapore riuscivano a navigare molto più velocemente e con maggiore autonomia, se il carbone, loro tradizionale carburante, veniva sostituito con il petrolio crudo, che inoltre forniva una certa spinta di galleggiamento. Studi britannici dimostrarono che si raggiungevano temperature e pressioni del vapore più alte e con la stessa turbina a vapore si poteva navigare a velocità superiori permettendo alle navi inglesi di raggiungere le flotte nemiche in fuga.
Con la diffusione dei mezzi di trasporto terrestri, marittimi ed aerei, spinti da economici, piccoli ed efficienti modelli di motore a combustione interna alimentati da derivati della raffinazione del petrolio, progressivamente quest'ultimo è diventato il carburante dominante durante il ventesimo secolo. In alcune forme quali l'olio combustibile per la produzione di elettricità, il bitume e l'asfalto per le strade o anche le materie plastiche, il petrolio ha dominato e domina tuttora il mondo moderno. Sin dagli anni cinquanta, si cominciò ad utilizzare kerosene e ossigeno liquido nella propulsione di razzi spaziali, come il Proton e il Saturn V.
La crescita del petrolio come combustibile fossile più importante venne inoltre consolidata dalla sostenuta caduta del suo prezzo (in dollari costanti) che iniziò nel 1920 per finire nel 1973. Dopo lo shock petrolifero del 1973 e quello del 1979, (che vide crescere il prezzo del petrolio da 5 a 45 dollari americani per barile), iniziò un lento ed incostante allontanamento dall'economia del petrolio. Nella maggior parte dei paesi dell'OCSE, il carbone, il nucleare, e l'idroelettrico divennero i combustibili di scelta per la generazione di elettricità ed alcune misure di conservazione aumentarono l'efficienza energetica.

#### Consumi odierni di petrolio: 87 milioni di barili/giorno
Attualmente si stima (maggio-giugno 2008) che la produzione globale di petrolio ammonti a 87 milioni di barili di petrolio al giorno (valore corrispondente all'incirca al consumo, dal momento che, con il petrolio a più di 120$ a barile, soltanto pochi paesi come la Cina, l'Iran e gli USA stanno accumulando riserve importanti)
In Italia, dal momento che esistono molte raffinerie di petrolio che lo processano per produrre benzina per l'autoconsumo ed esportazione all'estero, la grande disponibilità di residui, sotto forma di olio combustibile, adatto ai motori marini ed all'essere bruciati per generare elettricità, diede luogo ad una persistenza nella generazione di elettricità dal petrolio.
Ammettendo che il tasso ed il tipo di consumi energetici possa rimanere costante, alcuni studiosi affermano che il petrolio (da fonti convenzionali) verrà esaurito in 35 anni e il carbone in 200 anni. Nella pratica nessuna delle risorse arriverà ad esaurirsi del tutto, perché via a via che si esauriscono, come afferma la teoria del picco di Hubbert, lo squilibrio tra l'eccesso di domanda e la scarsa offerta e l'inaffidabilità della risorsa petrolifera causerà un'impennata dei prezzi, con diversificazione e crollo dei consumi e dunque della produzione, che diminuirà fino ad un punto dove le risorse petrolifere saranno destinate ad un mercato residuale (petrolchimica: fertilizzanti, pesticidi, plastiche, vernici; benzina e diesel per macchine storiche; asfalto per le strade, ecc.) che non potrà essere sostituito con altre fonti, e che forse sparirà improvvisamente per la non convenienza di mantenere impianti di raffinazione e distributori.

### Energia nucleare
Nel 2005 l'energia nucleare costituiva il 6,3% della fornitura globale di energia primaria.
     Reattori in funzione, nuovi reattori in costruzione
     Reattori in funzione, nuovi reattori in considerazione
     Nessun reattore in funzione, nuovi reattori in costruzione
     Nessun reattore in funzione, nuovi reattori in considerazione
     Reattori in funzione, situazione stabile
     Reattori in funzione, in considerazione la loro chiusura
     L'energia nucleare non è legale
     Nessun reattore

La situazione delle centrali nucleari nel mondo ad oggi
Reattori in funzione, nuovi reattori in costruzione
Reattori in funzione, nuovi reattori in considerazione
Nessun reattore in funzione, nuovi reattori in costruzione
Nessun reattore in funzione, nuovi reattori in considerazione
Reattori in funzione, situazione stabile
Reattori in funzione, in considerazione la loro chiusura
L'energia nucleare non è legale
Nessun reattore

La produzione di energia elettro-nucleare nel 2006 ammontava a 2.658 TWh, che era pari al 16% della produzione di energia elettrica mondiale. Nel novembre 2007, nel mondo vi erano 439 reattori in funzione (104 USA, 59 Francia, 55 Giappone, 31 Russia), con una capacità totale di 372.002 MWe, questa produzione copre il 6,4% di tutta l'energia prodotta nel mondo, e il 15% dell'energia elettrica mondiale. Inoltre si costruivano 33 reattori, 94 reattori erano pianificati e 222 reattori erano stati proposti. Tra le nazioni che attualmente non utilizzano l'energia nucleare, 25 paesi stanno costruendo i loro primi reattori, oppure eseguono studi di fattibilità.
Secondo la AIEA (agenzia internazionale energia atomica) le riserve di uranio sono di 5.5 milioni di tonnellate al 2007 e si trovano in Australia (23%), Kazakistan (15%), Russia (10%). Il costo spot, cioè per contratti a breve termine (che rappresentano meno del 20% del mercato) del octaossido di triuranio U3O8 (polimero del triossido di uranio) dal 2005 al 2008 si è all'incirca triplicato (da 20 a 65 dollari a libbra) ed è soggetto a forti fluttuazioni di mercato; il prezzo EURATOM per contratti a lungo termine ha subito finora aumenti molto minori ma con un trend in ascesa in considerazione dell'aumento dei prezzi spot. Deve essere inoltre evidenziato come ad oggi il materiale estratto da miniera contribuisca soltanto per il 55% circa alle richieste provenienti dal mercato, il resto essendo coperto da materiale proveniente dallo smantellamento di armamenti nucleari.
D'altro canto, i costi del minerale d'uranio sono trascurabili di fronte al costo di costruzione, gestione e smantellamento del reattore nucleare. Questo è vero specialmente se si impiegano reattori autofertilizzanti, oppure il CANDU funzionante con il torio. In un'ottica a lungo termine, l'uranio e/o il torio possono essere estratti dall'acqua di mare sottoposta a evaporazione o a elettrolisi per altri motivi.

### Energie rinnovabili
Nel 2004, le energie rinnovabili fornivano attorno al 7% dell'energia consumata nel mondo. Nel 2005 il totale dei nuovi investimenti era stimato attorno 38 miliardi (38 x 109) di dollari USA. La Germania e la Cina guidavano la graduatoria nel 2005, con investimenti di circa $ 7 miliardi ognuna, seguiti dagli Stati Uniti, dalla Spagna, dal Giappone, e dall'India. Questo ha comportato un incremento della potenza installata pari a 35 GW.
Il settore delle energie rinnovabili è cresciuto significativamente nei primi anni del ventunesimo secolo, e nel 2008, l'energia da fonti rinnovabili ha fornito circa il 19% del fabbisogno energetico mondiale. Il settore delle rinnovabili ha visto una crescita sostanziale dalla fine del secolo scorso, e nel 2009 il totale dei nuovi investimenti è stato estimato a 150 miliardi di dollari americani. Il risultato è stato un incremento della capacità nominale di 80 GW durante l'anno stesso.

#### Energia idroelettrica

Sorgenti mondiali di energia rinnovabile alla fine del 2006: le grosse dighe (> 50 MW) contribuivano per più del 60% del totale delle energie rinnovabili.Fonte: REN21

La potenza installata degli impianti che producono energia idroelettrica raggiunse gli 816 GW nel 2005,  750 GW degli impianti maggiori, e 66 GW dell'installazioni piccolo idroelettriche. Molte grosse dighe con una capacità che totalizza i 10,9 GW sono state aggiunte dalla Cina, dal Brasile e dall'India nel corso dell'anno 2005, ma vi è stata una crescita molto più veloce (8%) nel cosiddetto "small hydro", che vede l'aggiunta di 5 GW, principalmente in Cina, dove circa il 58% degli impianti piccolo idroelettrici si localizzano.
Nell'Occidente, anche se il Canada è il maggiore produttore di energia idroelettrica nel mondo, la costruzione di grossi impianti idroelettrici ha subito una stagnazione a causa di preoccupazioni di tipo ambientalista. La tendenza odierna sia nel Canada che negli Stati Uniti propende verso il microidroelettrico perché ha un impatto ambientale irrilevante e rende possibile sfruttare molti più siti per la generazione di energia. Nella sola regione canadese della Columbia Britannica le stime sono che il microidroelettrico riuscirà a più che raddoppiare la produzione di energia nella provincia.

#### Biomasse e biocarburanti
Fino alla fine del diciannovesimo secolo le biomasse erano il combustibile predominante, ed attualmente mantengono soltanto una piccola porzione della fornitura di energia mondiale. Nel 2005, l'elettricità prodotta da sorgenti di biomassa contava su circa 44 GW installati. La generazione di elettricità da biomasse e aumentata più del 100% in Germania, Ungheria, Paesi Bassi, Polonia e Spagna. Inoltre, impianti dalla capacità nominale di 220 GW vengono utilizzati per il riscaldamento (nel 2004), portando il totale della potenza installata attorno ai 264 GW. L'utilizzo mondiale delle biomasse, nella cottura dei cibi e nel riscaldamento domestico, è molto difficile da valutare e dunque viene escluso da questo studio.
La produzione mondiale di bioetanolo, da destinare a combustibili per autotrazione, aumentò dell'8% nel 2005 per raggiungere i 33 miliardi di litri (8,72 miliardi di galloni americani), registrando il maggior incremento negli Stati Uniti, che raggiunsero così i livelli di produzione e consumo esistenti in Brasile. La produzione di biodiesel aumentò dell'85% a 3,9 miliardi di litri (1,03 miliardi di galloni americani), rendendola nel 2005 la risorsa rinnovabile a più rapida crescita sul mercato. Più del 50% della produzione di biodiesel avviene in Germania.

#### Energia eolica
Secondo l'agenzia GWEC, la capacità installata degli impianti eolici aumentò del 25,6% nel periodo tra la fine del 2005 fino a quella del 2006, raggiungendo il totale di 74 GW, registrando più della metà dell'incremento in soli quattro paesi:
Germania (20.621 MW di capacità eolica totale nel 2006), Spagna (15.515 MW nel gennaio 2008), Stati Uniti (16.800 MW nel 2008) ed India (7.660 MW nel 2007). Il raddoppio della capacità generativa richiese circa tre anni e mezzo. L'energia fornita da un impianto eolico è solo una frazione di quella nominale; il rapporto tra questi due valori viene definito fattore di capacità. Ad esempio, una turbina da 1 megawatt con un fattore di capacità del 35% non produrrà 8.760 megawattora in un anno (1x24x365), ma soltanto 0.35x24x365 = 3,066 MWh. Sono disponibili dati on-line per alcune località, ed il fattore di capacità può essere calcolato dal lavoro elettrico fornito nel totale di un anno.
Grazie ai recenti sviluppi tecnologici l'energia eolica inizia ad essere economicamente vantaggiosa.
Il costo di installazione è relativamente basso (circa 1,5 € per Watt), se raffrontato ad altre tecnologie come ad esempio il fotovoltaico (circa 5 € per Watt nel caso di grandissimi impianti e per grandissimi si intende dai 500 KWp in su). oppure il nucleare (circa 2 a 6 € per Watt, a seconda del tipo d'impianto ma considerando il prezzo della realizzazione di impianto come l'85% del costo totale della fonte energetica, visto che il combustibile incide considerando l'intero ciclo dello stesso da estrazione e riprocessamento, per il rimanente 15% mentre nel petrolchimico è il contrario con tutto le relative conseguenze di approvvigionamento, costi di mercato, trasporto e stoccaggio, dovuto ai grandissimi volumi in gioco. mentre nel nucleare sono ridottissimi).
In alcuni paesi come la Danimarca l'elettricità prodotta con l'eolico ha raggiunto il 23% del fabbisogno nazionale. All'avanguardia sono anche la Spagna 9% e la Germania 7%. L'Italia è settima nella classifica delle nazioni con le maggiori capacità installate.
Tra il 2000 e il 2006, la capacità mondiale installata è quadruplicata.
Negli USA, attualmente si calcola che un aerogeneratore di ultima generazione (da 3 MW di picco, costo 3-6 milioni di dollari, altezza 100 m) posto in zone agricole ventose come il Nord e Sud Dakota, il Kansas, oppure il Texas, possa generare 300.000 $ di energia elettrica all'anno. Se consideriamo attorno all'aerogeneratore, un'area "di rispetto" di 4 ettari (40.000 m²), coltivata a mais da destinare a bioetanolo, si calcola che questi 4 ettari produrranno circa 2000 litri di etanolo, vendibili a 1000-2000 $ (con uso intensivo di carburante, manodopera e macchine agricole).
Nel 2008 il Fondo di Inversioni della Corona Britannica, che possiede le aree marittime della Gran Bretagna, fino a ~20 km dalla costa, con il programma Clipper's Britannia Project Archiviato il 9 febbraio 2008 in Internet Archive., ha deciso di investire in giganteschi aerogeneratori, di potenza superiore ai 5 MW.

#### Energia solare
La potenza totale (elettrica e termica) degli impianti che utilizzano l'energia solare, nel 2005, ammontava a 93,4 GW; la quantità di energia solare teoricamente sfruttabile, che in un anno investe la superficie terrestre è pari a 3,8 YJ. Soltanto una piccola frazione delle risorse disponibili sarebbero sufficienti a sostituire interamente i combustibili fossili e l'energia nucleare come fonte energetica.
Nel 2005 l'elettricità da fotovoltaico connesso in griglia era il tipo di energia rinnovabile che cresceva più velocemente, dopo il biodiesel. Nello stesso anno la potenza installata aumentò del 55% rispetto al 2004, portandola a 3,1 GW. Circa metà dell'incremento si è verificato in Germania, attualmente il maggiore consumatore mondiale di elettricità fotovoltaica (seguito dal Giappone). È stato stimato che esistano ulteriori 2,3 GW installati fuori dalla griglia della distribuzione elettrica, portando il totale a 5,4 GW.
Per la fine del 2007 si stimava che la potenza elettrica totale da fotovoltaico installata superasse i 9 GWe, e proiezioni ottimistiche che prevedono aiuti pubblici (e salita dei prezzi del petrolio) stimano che nel 2012 la potenza elettrica da fotovoltaico prodotta nel mondo possa raggiungere i 44 GWe.
Il consumo annuo di acqua calda da solare ed il riscaldamento solare è stato stimato come pari a circa 88 GWt (gigawatt termici) nel 2004. Da questo calcolo si esclude il naturale riscaldamento che subiscono le piscine non coperte da tetti di vetri o altra copertura.

#### Energia geotermica
L'energia geotermica viene utilizzata commercialmente in più di 70 paesi. Verso la fine del 2005, la potenza installata che serve a produrre energia elettrica ha raggiunto i 9,3 GW, con ulteriori 28 GW usati direttamente come fonte di calore per il riscaldamento.

## Consumi di energia per settore
Gli utilizzatori industriali (agricoltura, miniere, manifatture, e costruzione) consumano circa il 37% dei 15 TW·yr totali. Il trasporto di persone sia personale che di passeggeri consuma circa il 20%; il riscaldamento domestico, l'illuminazione, e l'utilizzo di elettrodomestici usano l'11%; e gli usi commerciali (illuminazione, riscaldamento e condizionamento degli edifici commerciali, oltre che l'energia consumata dagli acquedotti, dalla purificazione e distribuzione dell'acqua potabile nonché alla depurazione delle acque nere) sono pari al 5% dei 15 TW·yr totali.
L'altro 27% dell'energia consumata a livello mondiale viene persa nella generazione e nella trasmissione dell'energia. Nel 2005, il consumo mondiale di elettricità era pari a 2 TW·yr. L'efficienza di un tipico impianto che produce energia elettrica é attorno al 38%. La nuova generazione degli impianti che bruciano gas naturale raggiunge un'efficienza sostanzialmente maggiore, attorno al 55%. Il carbone è il combustibile fossile più economico e popolare tra le compagnie che producono energia elettrica.

## Consumi di energia per nazione

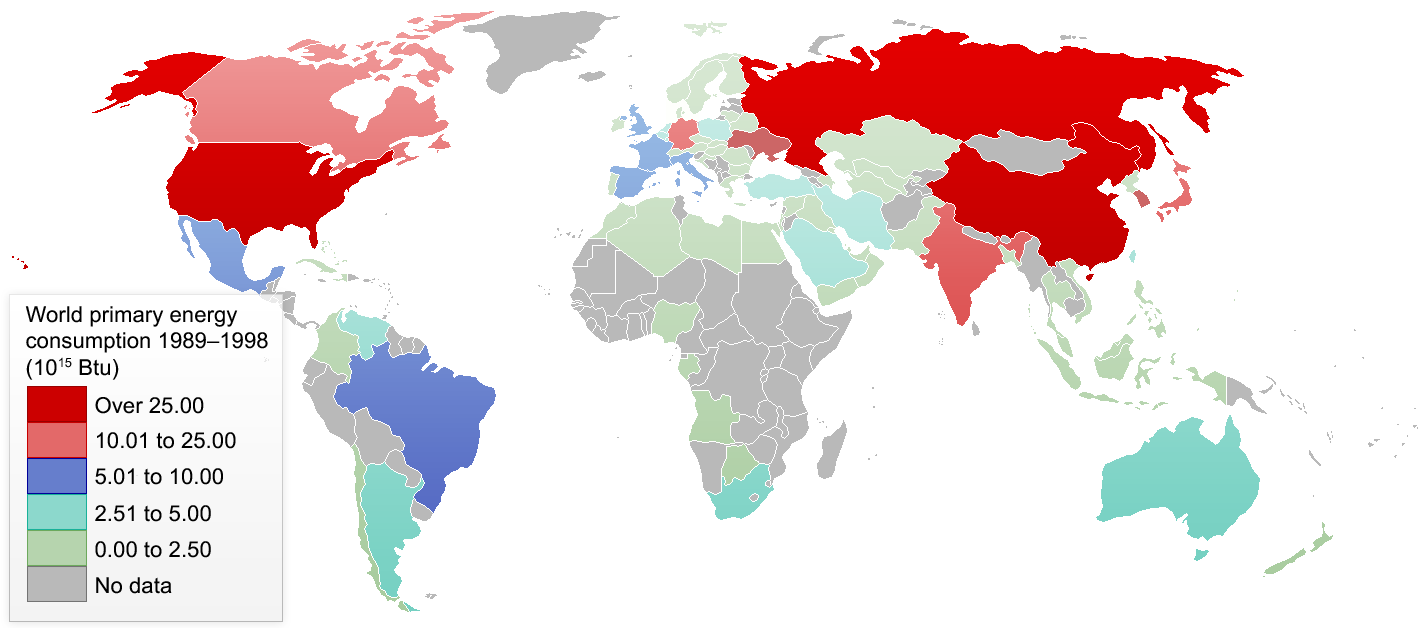
Consumo di energia primaria nel mondo, 1989-1998.

Il consumo di energia delle nazioni correla ampiamente con il PIL, anche se esiste una differenza significativa tra i livelli di consumo dell'energia in paesi industriali ad alto reddito come gli Stati Uniti d'America (11,4 MWh all'anno per persona) ed il Giappone e la Germania (6 MWh all'anno per persona). Il Canada ha il maggiore consumo pro-capite. Si registra costantemente un minore consumo di energia nei paesi in via di sviluppo e nelle economie sotto-sviluppate. Nei paesi in via di rapido sviluppo come l'India il consumo pro capite si avvicina a 0,6 MWh all'anno.
Attualmente la crescita più significativa dei consumi di energia si sta verificando in Cina, che sta crescendo ad tasso medio dello 5,5% annuo negli ultimi 25 anni. La sua popolazione, che supera i 1,3 miliardi di persone, attualmente consuma energia ad un tasso di 2 MWh all'anno per persona.
Una misura dell'efficienza è quella della intensità energetica. Questa è una misura della quantità di energia che serve ad un determinato paese per produrre un dollaro di prodotto interno lordo. Il Giappone, l'Italia ed il Regno Unito sono tra le nazioni più efficienti al mondo, mentre molto spesso i paesi in via di sviluppo mancano delle risorse per acquistare macchinari produttivi e sistemi di estrazione e trasporto che siano energeticamente efficienti.

## Misurazione dei consumi energetici ed efficienza
Il consumo di energia può essere misurato in rapporto al tempo, ad esempio un'apparecchiatura elettrica può assorbire 500 kilowattora. I costi operativi e la vita utile prevista (e l'ammortizzamento del costo di capitale se pagata a rate) devono essere inclusi per calcolare i costi operativi totali di un dispositivo. L'efficienza energetica può essere misurata con disparati parametri, p.es basandosi sul consumo di energia per kilogrammo di tessuti lavati, nelle lavatrici. I bollini Energy Star e la European Union energy label sono etichette di efficienza energetica che permettono ai compratori di fare rapidi confronti tra il consumo energetico dei più disparati elettrodomestici.
Molta energia è consumata per soddisfare necessità fondamentali o velleitarie della moderna civiltà. Sono state proposte alcune teorie che suggeriscono che un certo tipo di evoluzione socioculturale possa essere determinata stimando la produzione di energia e le tecnologie impiegate per produrla.

### L'intensità energetica: un indicatore dell'efficienza

Intensità energetica in alcuni paesi La grafica mostra l'energia necessaria per produrre un dollaro di PIL in diverse economie. Il PIL è aggiustato al potere di acquisto nel 2004 in dollari del 2000 (depurati dall'inflazione)..

L'intensità energetica è la misura macroeconomica del consumo energetico, misura il costo dei prodotti, dei servizi e dell'attività economica aggregata, in unità di energia standard. La procedura nota in inglese come energy demand management si propone di calibrare il consumo di energia nel luogo dove avviene la sua richiesta in momenti specifici, mentre il risparmio energetico comprende pratiche più ampie che consistono nell'intraprendere azioni per ottimizzare il consumo di energia.
Gli USA consumano in termini assoluti più energia di ogni altro paese. Il Dipartimento della Difesa USA è la singola organizzazione privata o pubblica con il maggiore consumo energetico nel mondo, pur producendo soltanto "sicurezza", soprattutto delle forniture petrolifere (costi completamente esternalizzati dall'industria).
Il Giappone, che subì una grande pressione economica a causa delle crisi petrolifere degli anni settanta ed ottanta, è riuscito a sviluppare una economia molto efficiente nell'utilizzo di energia, con la produzione di beni di consumo ad alto valore aggiunto e bassa densità energetica, oltre automobili e altri macchinari a basso consumo energetico, e attualmente nel suo complesso società-industria ha la maggiore efficienza energetica nel mondo.

## Politiche energetiche
Le politiche energetiche consistono in una serie di misure e leggi (locali o internazionali) che hanno lo scopo di cambiare il tipo ed il tasso dei consumi energetici delle nazioni. Ad esempio il razionamento dell'energia oppure l'autosufficienza energetica nel quadro dell'autarchia è una misura largamente adottata in tempo di guerra.
Allo stesso modo l'industria dell'energia è spesso fortemente sussidiata e sotto-tassata. Spesso nell'elaborazione del PIL vengono palesemente ignorati danni anche consistenti provocati ad altre attività economiche come l'agricoltura, la pesca ed il turismo, per il pesante danno e stravolgimento ambientale causato dalle attività di estrazione, trasporto e raffinazione dei vari tipi di energia.

### Pianificazione per ridurre o riorientare i consumi energetici
Per orientare le scelte di politica energetica si può ricorrere all'utilizzo di simulazioni, eseguite con modelli appositi, i MARKAL, del sistema energetico e della sua evoluzione.
Misure legislative come la carbon tax, ed altre leggi che incentivino il risparmio energetico possono cambiare sostanzialmente, in tempi ragionevoli ed in modo significativo, le varie tendenze di consumo dell'energia mondiale.

### Dibattito sull'etanolo
Secondo alcuni studi macroeconomici, la produzione di etanolo è la causa del raddoppio in un anno, del costo del mais su tutti i mercati del mondo. Inoltre la media di incremento per altri generi alimentari è stata del 75%.. Tuttavia nel corso del 2008 il prezzo del mais è tornato sui livelli precedenti al 2007 nonostante il suo impiego per la produzione di etanolo sia continuato a crescere.
Secondo l'ex presidente cubano Fidel Castro, la produzione di etanolo dal mais sta affamando la gente. Mentre il presidente brasiliano Lula da Silva cerca di promuovere l'uso dei biocarburanti, nel 2007 lo stesso Castro assieme ai presidenti Evo Morales e Hugo Chávez hanno intrapreso una campagna per scoraggiare l'uso di sostanze commestibili per fini energetici. Le organizzazioni internazionali FAO e OECD hanno elaborato un rapporto molto critico sull'utilizzo dell'etanolo come carburante.
Laddove, sotto il punto di vista della produzione complessiva di CO2, il bilancio si presentasse favorevole (come nelle foreste equatoriali del Brasile), dove il forte irraggiamento solare ed il mancato utilizzo di pesticidi, fertilizzanti e macchine agricole per la coltivazione della canna da zucchero per bioetanolo, rende insignificante il consumo di carburanti fossili in agricoltura, si pone comunque il problema della distruzione delle foreste e della biodiversità in esse contenuta, oltre alla sostenibilità a lungo termine di queste coltivazioni senza fertilizzanti, che potrebbe portare ad erosione e desertificazione del delicato terreno della foresta tropicale.